# Centaurea ceballosii
Centaurea ceballosii là một loài thực vật có hoa trong họ Cúc. Loài này được Fern.Casas mô tả khoa học đầu tiên năm 1981.